# Этрусский медведь
Этрусский медведь (лат. Ursus etruscus) — ныне вымерший вид медведя, представители которого жили на Земле примерно полтора миллиона — несколько сотен тысяч лет назад.
Произошёл от Ursus minimus и считается предком современного бурого и вымершего пещерного медведя. Место этого вида в эволюции медведей на данный момент чётко не установлено и является предметом дискуссий вплоть до предположений о том, что его популяция существует в наши дни и известна под названием гималайский медведь.
Относительно мало изучен, но в распоряжении учёных находятся кости и черепа этих животных.